# Gakugei-Universität Tokio

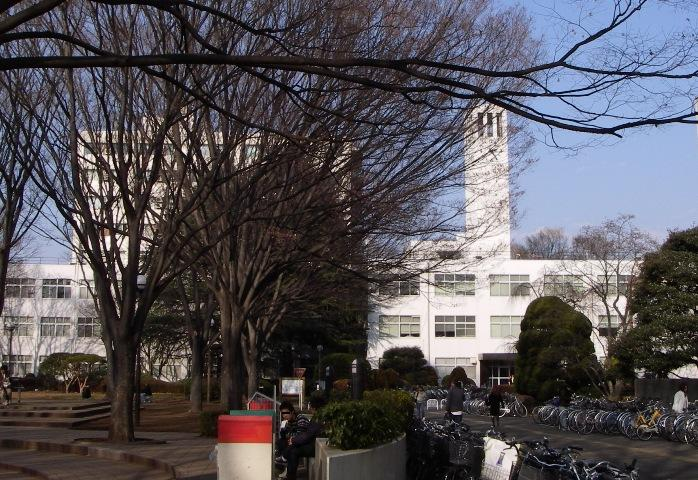
Koganei-Campus

Die Gakugei-Universität Tokio (jap. 東京学芸大学, Tōkyō gakugei daigaku, dt. „Universität der Freien Künste Tokio“, kurz: Gakugeidai (学芸大)) ist eine staatliche pädagogische Universität in Japan. Sie liegt in Koganei in der Präfektur Tokio.

## Geschichte
Die Universität wurde 1949 durch den Zusammenschluss der vier staatlichen Normalschulen gegründet. Die vier waren:
- die Erste Normalschule Tokio (東京第一師範学校, Tōkyō dai-ichi shihan gakkō, in Setagaya),
- die Zweite Normalschule Tokio (東京第二師範学校, Tōkyō dai-ni shihan gakkō, in Koganei),
- die Dritte Normalschule Tokio (東京第三師範学校, Tōkyō dai-san shihan gakkō, in Nerima), und
- die Jugend-Normalschule Tokio (東京青年師範学校, Tōkyō seinen shihan gakkō, in Chōfu).

### Erste Normalschule Tokio
Die Erste Normalschule Tokio wurde 1873 als präfekturale Lehrerbildungsanstalt gegründet. 1900 zog sie nach Aoyama, Minato-ku, und wurde 1908 in Präfekturale Normalschule Aoyama (東京府青山師範学校, Tōkyō-fu Aoyama shihan gakkō) umbenannt. 1936 zog sie nach Shimouma, Setagaya um, aber der Name blieb unverändert. 1943 wurden sie und die Präfekturale Frauen-Normalschule (in Koishikawa, Bunkyō) zu einer staatlichen pädagogischen Fachhochschule zusammengelegt – zur Ersten Normalschule Tokio.

### Zweite Normalschule Tokio
Die Zweite Normalschule Tokio wurde 1908 als Präfekturale Normalschule Toshima (東京府豊島師範学校, Tōkyō-fu Toshima shihan gakkō) gegründet. 1943 wurde sie eine staatliche pädagogische Fachhochschule – die Zweite Normalschule Tokio. Sie befand sich auf der Westseite vom Bahnhof Ikebukuro, und im April 1945 während des Pazifikkriegs wurden ihre Schulgebäude zerstört. 1946 zog sie in den heutigen Koganei-Campus um.

### Dritte Normalschule Tokio
Die Dritte Normalschule Tokio wurde 1938 als Präfekturale Normalschule Ōizumi (東京府大泉師範学校, Tōkyō-fu Ōizumi shihan gakkō) gegründet. 1943 wurde sie eine staatliche pädagogische Fachhochschule und benannte sich in Dritte Normalschule Tokio um.

### Jugend-Normalschule Tokio
Die Jugend-Normalschule Tokio wurde 1920 als präfekturale Lehranstalt zur Ausbildung von Landwirtschaftslehrern gegründet. 1935 wurde sie die Präfekturale Bildungsanstalt von Jugendschullehrern und zog 1940 nach Chōfu um. 1944 wurde sie in die heutige Bezeichnung umbenannt.

### Gakugei-Universität Tokio
Die neue Universität wurde 1949 mit dem Setagaya-Hauptcampus und fünf Zweigcampus eröffnet. 1964 wurden die Standorte zum Koganei-Campus vereinigt. 1966 wurden die japanischen Gakugei Daigaku (dt. „Hochschulen für Liberal Arts“) in Kyōiku Daigaku (dt. „pädagogische Hochschulen“) umbenannt; die Gakugei-Universität Tokio wurde aber in Kyōiku Daigaku nicht umbenannt, denn es gab schon Tōkyō Kyōiku Daigaku (Vorgänger der Universität Tsukuba). Die Gakugei-Universität erhielt 1996 das Promotionsrecht.

## Fakultäten
Sie hat eine Fakultät – die Fakultät für Pädagogik.
- Studiengänge für Lehrerausbildung
  - Grundschullehrerausbildung (Studiengang A)
  - Mittelschullehrerausbildung (Studiengang B)
  - Förderschullehrerausbildung (Studiengang C)
  - Schulkrankenpflegerausbildung (Studiengang D)

- Studiengänge für Liberal Arts
  - Human- und Sozialwissenschaften (Studiengang N)
  - Interkulturelle Studien (Studiengang K)
  - Umweltwissenschaften (Studiengang F)
  - Informatik (Studiengang J)
  - Kunst und Sport (Studiengang G)